# Tadeusz Fijałkowski
Tadeusz Fijałkowski (ur. 15 czerwca 1922 w Zawadzie, zm. 1992 w Krakowie) – polski żużlowiec.

## Życiorys
W latach 1950–1954 był pięciokrotnym finalistą Indywidualnych Mistrzostw Polski, dwukrotnie zdobywając medale: srebrny (1952, Wrocław) oraz brązowy (1953, cykl turniejów). Do innych jego indywidualnych sukcesów należało m.in. dwukrotne zdobycie II miejsc w Memoriałach Alfreda Smoczyka w Lesznie (1952, 1953) oraz zajęcie III miejsca w Criterium Asów w Bydgoszczy (1952).
Przez 13 lat startował w rozgrywkach o Drużynowe Mistrzostwo Polski, reprezentując kluby: Budowlani (Związkowiec) Warszawa (1950–1956), Legia Warszawa (1957), Wanda Kraków (Nowa Huta) (1958–1962).

## Źródła
- http://wandakrakow.pl/?p=5911
- https://web.archive.org/web/20150402095347/http://rlach.republika.pl/pl_1952.htm